# Anatragus ornatus
Anatragus ornatus är en skalbaggsart som beskrevs av Hermann Julius Kolbe 1897. Anatragus ornatus ingår i släktet Anatragus och familjen långhorningar. Inga underarter finns listade i Catalogue of Life.